# Социология воображения
Социология воображения — специальная отрасль социологического знания, обосновывающая структуру, сущность и параметры функционирования воображения как базового явления, предопределяющего развертывание социальных структур, где общество получает дополнительное глубинное измерение. Отправной точкой послужила теория воображаемого (имажинэра) как антропологического траекта и конструктора социальной реальности в различных социумах. Социология воображения изучает «воображаемую социальную действительность» как мир социальных реальностей, в котором протекает жизнь людей в рамках социума, и который также обосновывает природу социального взаимодействия и социально-коммуникативных практик. Структуры воображения и его режимы ответственны за форму и положение внешнего мира, которую человек воспринимает и пропускает через себя, а также за формирование конструктов пространственно-временного континуума, приобретающих в обществе нормативный характер.

## Разработка теории воображения

### Семинар Eranos
В 1933 году в рамках интеллектуального сообщества «Eranos» (греч. — пир, который длится до тех пор, пока участники добавляют к нему что-то каждый от себя), основанном в Швейцарии по инициативе британского мецената, сторонницы идей Юнга, Ольги Фрёбе-Каптейн, собралась группы передовых учёных того времени во главе с Карлом Юнгом (среди них Ричард Вильгельм, Рудольф Отто, Мирча Элиаде, Жильбер Дюран, Анри Корбен, Адольф Портман, Поль Раден, Мартин Бубер, Гастон Башляр и др), представлявших различные направления науки. Изначально члены международного интеллектуального сообщества задались целью выработать парадигму, которая бы объединила гуманитарные и естественные науки, а также западную и восточную культуры. Позднее ученые поставили перед собой задачу выработать и развить социокультурную тематику, которая бы стала альтернативой некритическому прогрессистскому модерну.

### Жильбер Дюран. Гранд-теория социологии воображаемого
В результате многолетней работы Эраноса все мысли, идеи, методы, подходы, составляющие область интереса и деятельности участников семинара, нашли своё воплощение в работах ученика и друга Карла Юнга — Жильбера Дюрана, который, опираясь на синтез трудов всех авторов, обобщил, обосновал и развил новое понятие — «Социология воображения», или так называемая «Социология Глубин».
Как и все творчество Эраноса, труды Дюрана издавались маленькими тиражами, так как основные выводы, сделанные в кругах сообщества, целиком подрывали столпы, на которых держалась вся современная западная наука и культура. «Социологию воображения» Дюран рассматривал как одно из направлений социологических знаний и как обоснование и обобщение социологии в целом.
В книге «Социология воображения. Введение в структурную социологию» А. Г. Дугин рассматривает так называемую социологическую дробь — Логос/Мифос, — где наука занимается Логосом и лишь отчасти Мифосом в качестве второстепенного дополнения к Логосу. Дюран бросил вызов, сформулировав задачу — объяснить Логос с помощью Мифоса, а не наоборот, как это было принято во времена становления науки. Обратившись к труду Корбена (показавшего роль mundus imaginalis в структуре мистических учений ислама) и идее Юнга о коллективном бессознательном, Дюран вводит ключевое понятие «l’imaginaire», которому нет аналогов в русском языке (приблизительный перевод возможен как «Мир воображения», который включает в себя и объект воображения, и воображающего, то есть субъект, и сам процесс воображения), поэтому корректнее использовать французский термин в русской транскрипции — имажинэр.

### " L’imaginaire ": первичность статуса
Имажинэр имеет в себе некое первичное свойство, которое являет собой одновременно:
• воображение как способность;
• объект воображения (воображаемое, искусственно воссозданное посредством фантазии);
• источник появления воображения, воображающий;
• процесс воображения;
• нечто, что является общим и предшествующим и тому, и другому, и третьему (собственно имажинэр).
Основываясь на изложении Дюрана, социология воображения предполагает превращение воображения в самостоятельный и независимый объект социологического изучения. Таким образом, в рамках данного подхода «воображаемая социальная действительность» воспринимается как мир социальных реальностей, куда также входит мир повседневных практик людей в развитии социокоммуникативных процессов.

## Антропологические структуры воображаемого

### Антропологический траект Жильбера Дюрана
Антропологический траект — это придание самостоятельного онтологического статуса тому, что находится «между» — между субъектом и объектом, между природой и культурой, между животным и рациональным, между духом и жизнью, между внутренним и внешним, между проектом (будущим) и историей (прошлым).
Продукты, результаты воображения обретают форму, следуя по антропологическому маршруту, который начинается на нейробиологическом уровне и распространяется до культурного. В процессе образы объединяются в небольшие структурные ансамбли, группы, а их деление основано на структурной аналогии, благодаря которой возникают три условных созвездия воображаемого (созвездия или группы архетипов, которые могут находиться в состоянии «оппозиции», «сближения» или «объединения»), и два режима для воображаемого — дневной и ночной.
«Антропологический траект», разработанный Жильбером Дюраном, является спекулятивной последовательностью, которая пересекает обширные концептуальные группы архетипов и устанавливает аналогичные отношения между материальной и нематериальной человеческой деятельностью.
Продукты воображения внедряются в нашу нейробиологическую инфраструктуру, которая состоит из трёх первичных рефлексологических систем. Каждая из них включает в себя часть сенсорной системы и представляет собой «доминирующую» характеристику в развитии взаимодействия с действительностью. Три первичные системы рефлексологии (с их соответствующим сенсорным аппаратом и доминантным поведением):
·постуральные рефлексы, контролирующие вертикальное положение
Сенсорный аппарат: зрение, слух, звук
доминирует в ПОЛОЖЕНИИ
·пищеварительные рефлексы, контролирующие питание
Сенсорный аппарат: прикосновение, запах, вкус
доминирует в ПОГЛОЩЕНИИ
·ритмические рефлексы, контролирующие воспроизведение
Сенсорный аппарат: всасывание, секс
доминирует в КОПУЛЯЦИИ (соитии)

### Антропология воображаемого
Антропология воображаемого — современный инструмент для анализа и интерпретации значения различных явлений в современном мире, которые вызывают массовые культурные изменения в форме глобализации. J.J. Wunenburger, французский философ, один из учеников Жильбера Дюрана, о воображаемом и телевидении:

«В самом сердце внутреннего пространства, телевидение (...) представляет собой место близости и отдыха, синонимом приостановки работы. И в то же время оно являет собой открытое пространство, которое связано с внешним миром (...). В мифологических терминах (...) это своего рода воплощение, объединяющее Гестию, богиню дома и Гермеса, бога контактов, общения и обмена (...). Телевидение поощряет (...) почти ритуальный набор стандартных поведенческих моделей (...) глубоко архаичных человеческих поступков, которые можно проследить до священных образов (...). Рамочный экран в наших домах похож на алтарь с изображением фигуры бога за ним (...). Телевизионная антенна (...), которая оставила свой след на ландшафте, напоминает мифическую функцию оси мунди, точку, в которой соединились небо и земля, разрешая движение между двумя областями и позволяя использование сверхъестественных сил и энергии  (...). Включение телевизора подобно обряду зажигания священной свечи (...). Наши глаза и уши находятся в пассивном, восприимчивом состоянии (...). Больше не нужно верить ни во что, кроме того, что представлено, потому что представленное на экране является идеальным симулякром того, что существует в настоящее время ».— Jean-Jacques Wunenburger, Jean-Jacques Wunenburger L'imaginaire (2003), т. L'immaginario, Il Melangolo, Genova 2008

## Социальные функции воображения
Воображение содержит в себе независимый базовый набор образцов, установок, порядков, паттернов, ассоциаций, фигур и связей, которые в процессе взаимодействия создают всеобъемлющее поле интерпретации реальной действительности, которая существует параллельно с логическими операциями.
Используя данный комплекс парадигм к различным сферам жизни, и в особенности к общественной как приоритетному пласту организации человеческого бытия, а также к его моделям, структурам, процессам и связям, мы получаем классифицированный научный инструментарий для фундаментального изучения и осознания сути процессов, протекающих в обществе, а также взаимодействий и преобразований в нём.
Воспринятие «объективной реальности», которая зачастую считается самопроизвольным и стихийным опытом, является итогом введения на уровне сознательного и бессознательного интерпретационных моделей, чья природа заложена в глубинах воображения. Разные общества, которые имеют различную организацию структуры воображения, вместе с тем существуют в разных пространственно-временных континуумах. С точки зрения социологии, время и пространство имеют социальную, а, значит, «воображаемую» сущность.

### Русский имажинэр
Русский имажинэр оперирует со временем, которое являет собой многослойную структуру, где сочетаются народно-архаические, религиозные, политические и рационально-научные пласты, совокупно создающие алгоритм восприятия российским обществом своей социальной истории.

## Дискуссия

### Онтология понятия
"Западная мысль и особенно французская философия имеют давнюю традицию обесценивать образ онтологически и функцию воображения психологически как «госпожу ошибок и заблуждений». Вводя понятие «Социология воображения», Ж. Дюран основывался на предпосылках, отличавшихся от предпосылок позитивистского знания, а также тех гносеологических и эпистемологических парадигм, которые преобладали практически на всём протяжении западноевропейской истории и науки, с её логоцентризмом и ориентацией на сугубый рационализм.
У Платона в диалоге «Софист» дается определение двух типов воображения: «фантазия» («φαντασμα») и «эйказия» («εικασμα»). Оба они основаны на гипотезе, что первичными являются разум как мера реальности и порядка всех вещей, а также объективный мир, воспринимаемый посредством чувств, которые транслируют ощущения разуму. Если чувства не справляются со своей задачей корректно, а в процессе передачи впечатлений возникают сбои, — значит, в дело вступило воображение (фантазия), которая путает реальные данные с нереальными. Если ощущения от внешнего реального мира передаются реальному разуму корректно, то в этом случае мы имеем дело с «эйказией», то есть с таким воображением, которое «позитивно» и «прозрачно» вносит минимум неточностей в процесс передачи данных от органов восприятия к разуму.
В философии, которая ставит в центр внимания логоцентризм, в пространстве логоса воображение наделено скромным статусом: единственная его задача — не мешать рациональному процессу, а ещё лучше — вообще не существовать, чтобы не искажать своими погрешностями «реальность». Такое же отношение к воображению находим у Декарта и Канта, который не отводил воображению самостоятельной роли. Общая психология также не оказалась снисходительнее к «обители безумия» — воображению. Философ-экзистенциалист Жан-Поль Сартр продемонстрировал, что классическая психология под образом подразумевает мнемонический отпечаток восприятия действительности, который наполняет разум ментальными «миниатюрами», которые не являются даже копиями реальных вещей. Сартр, который посвятил проблеме «фантазии» целую книгу, оставался приверженным классическим философским схемам западноевропейской традиции — объект-субъект, которая не признавала самостоятельный статус воображения.
Дюран бросил вызов своей задачей поспорить с европейским логоцентризмом и перевернуть исходные позиции. По Дюрану, воображение первично, и именно оно в ходе своей динамической работы создаёт внутреннее измерение субъекта и объекты внешнего мира.
В качестве научной и философской гипотезы Дюран берёт следующий постулат: вопреки общепринятой на Западе позиции имажинэр — это единственное, что существует, и «наш мир» («наш», то есть относящийся к субъекту, и «мир», то есть совокупность объектов) есть результат свободной игры воображения. В таком случае мы получаем основание для развёртывания особой онтологии имажинэра, основанной на тезисе: единственное, что есть, что существует, — это «промежуточное». То есть это взгляд на человека не с рационалистической точки зрения, теперь человек рассматривается как существо сложное, как «траект», если использовать термин Жильбера Дюрана, что значит не субъект и не объект, а то, что между ними.